# Castilleja covilleana
Castilleja covilleana är en snyltrotsväxtart som beskrevs av Edward George Henderson. Castilleja covilleana ingår i släktet målarborstar, och familjen snyltrotsväxter. Inga underarter finns listade i Catalogue of Life.